# Agnetha Fältskog (album)
Agnetha Fältskog è l'album di debutto della cantante degli ABBA Agnetha Fältskog, prodotto per la casa discografica svedese Cupol agli inizi del 1968.
Agnetha aveva cantato per un periodo con il gruppo svedese Bengt Engharts a Jönköping, quando la band decise, nell'autunno del 1967, di inviare alla Cupol un nastro con delle demo. Little Gerhard, al secolo Karl-Gerhard Lundqvist (cantante, produttore e A&R) ascoltò il nastro e notò che oltre alle demo del gruppo c'erano delle canzoni di una ragazza, sul retro del nastro; ascoltò allora il lato b e sentì per la prima volta la canzone Jag var så kar. Lundqvist fu impressionato a tal punto dalla canzone e dalla voce di Agnetha Fältskog che telefonò alla ditta di macchine dove la cantante lavorava come telefonista, e le offrì un contratto di registrazione da solista, senza la partecipazione del gruppo.
Jag var så kär - che fu poi il brano contenuto nel lato b del singolo d'esordio Följ med mig - divenne la prima entry di Agnetha Fältskog nella Svensktoppen (classifica dei singoli secondo le emittenti radiofoniche più importanti), raggiungendo anche il primo posto nel gennaio 1968. Dopo il successo dei brani Utan dej, mitt liv går vidare, Allting har förändrat sig, Den jag väntat på e Snövit och de sju dvärgarna, molti dei quali composti dalla stessa Agnetha Fältskog, nella primavera del 1968 la Cupol lanciò l'album d'esordio della cantante svedese, contenente tutti i singoli sopra citati e nuove incisioni. Tra queste, è da segnalare Försonade, che Agnetha Fältskog scrisse inizialmente per il cantante Gunnar Wiklund affinché la cantasse al Melodifestivalen (la selezione svedese per l'Eurovision Song Contest), dove però non fu accettata; la canzone può essere sentita anche nel film Låt den rätte komma in (Lasciami entrare), in una scena in cui la giovane protagonista la registra su una musicassetta per il proprio fidanzato.

## Lista tracce
Lato A
1. Jag var så kär (Ero così innamorata) – 3:19 – Agnetha Fältskog
2. Jag har förlorat dej (Ti ho smarrito) – 3:25 – Agnetha Fältskog/D. Zimmerman
3. Utan dej, mitt liv går vidare (Senza di te, la mia vita va avanti) – 2:47 – Agnetha Fältskog
4. Allting har förändrat sig (Tutto è cambiato) – 3:10 – Karl Gerhard Lundkvist, arr Sven Olof Waldoff
5. Försonade (Riconciliati) – 2:57 – Agnetha Fältskog
6. Slutet gott allting gott (Tutto è bene quel che finisce bene) – 1:43 – Ben Wilson/Judy Lynn/S. Anderson

Lato B
1. Tack Sverige (Grazie Svezia) – 3:00 – Agnetha Fältskog/D. Zimmerman
2. En sommar med dej (Un'estate con te) – 3:20 – Ingvar Fältskog
3. Snövit och de sju dvärgarna (Biancaneve e i sette nani) – 3:07 – Agnetha Fältskog/D. Zimmerman
4. Min farbror Jonathan (Mio zio Jonathan) – 2:31 – Agnetha Fältskog/D. Zimmerman
5. Följ med mej (Seguimi) – 1:35 – Agnetha Fältskog/Mark Anthony, arr Sven Olof Waldoff
6. Den jag väntat på (Colui che ho aspettato) – 2:24 – Tony Hatch/Jackie Trent/Agnetha Fältskog

Bonus tracks nell'edizione Royal records
1. Sjung denna sång (Canta questa canzone) – Sonny Bono/Charles Greene/Brian Stone/Agnetha Fältskog con Jörgen Edman
2. Nägonting händer med mig (Mi succede qualcosa) – Alan Moorehouse/Bo-goran Edling con Jörgen Edman
3. Borsta tandtrollen bort (Spazzola via i "troll dei denti") – Agnetha Fältskog con Arvid Sundins Kvartett (singolo per la campagna svedese sulla salute dei denti)